# Union City (Pennsylvanie)
Pour les articles homonymes, voir Union City.
Union City est un borough situé au sud-est du comté d'Érié, en Pennsylvanie, aux États-Unis,. En 2010, il comptait une population de 3 320 habitants.

## Démographie
Lors du recensement de 2010, le borough comptait une population de 3 320 habitants. Elle est estimée, en 2019, à 3 048 habitants.

### Source de la traduction
- (en) Cet article est partiellement ou en totalité issu de l’article de Wikipédia en anglais intitulé « Union City, Pennsylvania » (voir la liste des auteurs).